# Maigret liegt falsch
Maigret liegt falsch (Originaltitel Une erreur de Maigret) ist eine Erzählung von Georges Simenon, in der Kommissar Maigret bei der Aufklärung eines Todesfalls einen Irrtum eingestehen muss. Das zur Reihe der Maigret-Romane und -Erzählungen gehörende Werk entstand im Oktober 1936 in Neuilly-sur-Seine. Die Erzählung erschien erstmals am 3. Januar 1937 in der Zeitung Paris-Soir-Dimanche.
In Buchform wurde die Erzählung 1944 in dem Erzählband Les Nouvelles Enquêtes de Maigret bei Gallimard veröffentlicht. In deutscher Übersetzung von Hansjürgen Wille und Barbara Klau erschien die Erzählung erstmals 1976 unter dem Titel Maigret täuscht sich bei Kiepenheuer und Witsch, 1980 in neuer Übersetzung und Titel (Hier irrt Maigret) von Inge Giese in dem Band Maigret und Stan der Killer und 2009 unter Maigret liegt falsch in dem Sammelband Sämtliche Maigret-Geschichten, beide im Diogenes Verlag. 
Die Erzählung Maigret liegt falsch ist nicht mit einem ähnlich betitelten Roman Simenons, mit Hier irrt Maigret (Originaltitel Maigret se trompe, 1944), zu verwechseln.

## Handlung

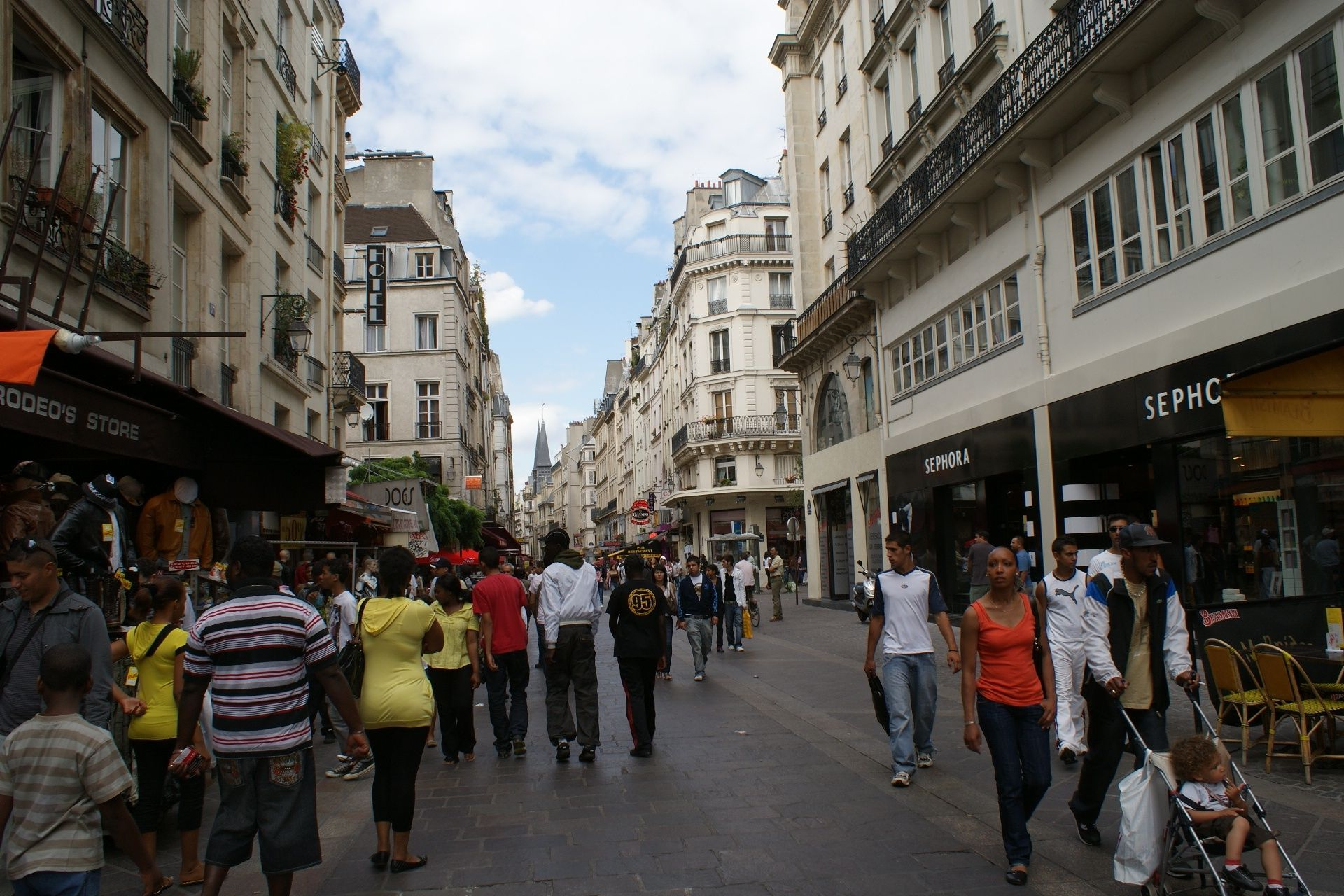
Rue Saint Denis in Paris

Die junge Emilienne, Verkäuferin in der Librairie Spéciale in der Pariser Rue Saint-Denis, wird tot im Tiefgeschoss des Geschäfts aufgefunden, einem Raum, der wie ein Boudoir eingerichtet ist. Ihr Chef Eugène Labri, 45 Jahre alt, beteuert, am Vorabend das Geschäft frühzeitig verlassen zu haben und seine Angestellte auf dem Sofa schlafend vorgefunden zu haben, er habe sich aber nichts dabei gedacht. Für Maigret steht der Schuldige schnell fest; es war der Buchhändler. Er hat das Mädchen ausgenutzt, und es ihm lästig geworden. Maigret ist der Ansicht, dass Labri das Mädchen vergiftet hat; an einen Selbstmord Emiliennes glaubt er nicht. Ausschlaggebend ist für den Kommissar das Tagebuch des Mädchens, in dem sie ihre Schwärmerei für ihren Chef schildert.
Maigret muss aber leider feststellen, dass es nicht ganz so gewesen sein kann, wie er sich das vorstellt. Ein Anruf von Lucas erreicht ihn; er teilt ihm mit, dass die Autopsie ergeben hat, dass Emilienne noch Jungfrau war. Maigret ist schlagartig klar, dass er sich geirrt hat; Labri ist nicht der Mörder, auch wenn er seiner Ansicht nach am Tod Emiliennes mitschuldig ist. Das naïve Mädchen hatte die Aufgabe in Labris Buchhandlung, seinen männlichen Kunden, die bei ihm vorwiegend erotische Literatur kauften, Vergnügen zu bereiten. Wenn sie sich umgebracht hat, dann wohl, weil sie mitbekommen hatte, dass Labri seine Buchhandlung verkaufen wollte und dem Käufer versichert hat, die junge Verkäuferin stehe ihm dann auf jeden Fall zur Verfügung. In dem Moment fühlte sich Emilienne von ihrem geglaubten Liebhaber verstoßen und war verzweifelt. Labri konnte dafür aber nicht von der Justiz verurteilt werden. 

## Ausgaben
Nach der Erstveröffentlichung in Paris-Soir-Dimanche (1937) erschien die Erzählung in dem Sammelband Les nouvelles enquêtes de Maigret (Paris, Gallimard, NRF., 1944). Sie wurde in die Simenon-Werkausgaben Œuvres complètes (Lausanne, Editions Rencontre, 1967–1973) in Band IX, in Tout Simenon (Paris, Presses de la Cité, 1988–1993) in Band 25 und in Tout Simenon (Paris, Omnibus, 2002–2004) in Band 25 aufgenommen. In deutscher Übersetzung liegt sie außerdem in dem bei Diogenes 2009 erschienenen Sammelband Sämtliche Maigret-Geschichten (ISBN 978-3-257-06682-1) vor.